# Samuel Wainer
Samuel Wainer, em russo Самуил Хаимович Вайнер, nascido Samuel Haimovich Wainer (Edineț, 19 de dezembro de 1910 — São Paulo, 2 de setembro de 1980) foi um jornalista e empresário russo-brasileiro, fundador, editor-chefe e diretor do jornal Última Hora.

## Origens, primeiros trabalhos e início no jornalismo
Wainer imigrou para o Brasil com seis anos de idade, junto com seus pais (Dora e Jaime), judeus russos da região da Bessarábia, que se radicaram na capital paulista, mais precisamente no bairro do Bom Retiro. Ao longo da vida, Samuel se afastou da religião judaica, chegando a se casar com mulheres não-judias, para desgosto da mãe. Seu pai, diferente de boa parte dos demais imigrantes, não prosperou como comerciante e, até o fim da vida, vivia de negociar bugigangas e móveis usados. Morreu em 1958, quando foi encontrado caído em uma rua de São Paulo em estado de coma.
Por não ter sido alfabetizado em português, Samuel tinha dificuldades com o idioma. Seus primeiros trabalhos como jornalista foram em publicações israelitas de baixa circulação no Rio de Janeiro. Foi também vendedor de óleo lubrificante e leiloeiro de tapetes persas falsificados e outros objetos de má qualidade, trabalho do qual tinha vergonha e que executava de óculos escuros para não ser reconhecido.
Originariamente um jornalista da esquerda não-comunista, ligado ao grupo de intelectuais congregados em torno da revista Diretrizes, fundada por ele e cuja primeira edição saiu em abril de 1934. Por ter publicado nela uma entrevista com Fernando Paiva de Lacerda sem consultar o DIP, chegou a ficar preso por 28 dias, dividindo a cela com o próprio entrevistado.
Mais tarde, Wainer tornou-se repórter d'O Jornal, de Assis Chateaubriand. Lá, deu vários furos, como uma série de reportagens sobre as pessoas que ficaram sem casa ou mesmo pátria após a Segunda Guerra Mundial e a ocasião em que encontrou Anita Leocádia Prestes no México. Trabalhando para O Jornal, tornou-se o único jornalista brasileiro e da América Latina a cobrir o Julgamento de Nuremberg. Ainda nesse periódico, veio a entrevistar Getúlio Vargas em 1949, criando um gancho para o "queremismo", a campanha para a volta do ex-presidente ao comando da nação, tendo o petebista se candidatado e eleito em 1950. A amizade política entre eles, movida à base de interesses mútuos, viria a resultar na criação do Ultima Hora. Samuel passou a ter acesso direto ao presidente, podendo entrar no Palácio do Catete quando bem entendesse.

## Ultima Hora
Vargas havia concebido a necessidade de um órgão de imprensa que pudesse sustentar as posições do populismo varguista contra uma imprensa antipopulista e antivarguista. Sabendo da insatisfação de Wainer com o trabalho nos Diários Associados, onde estava sujeito às humilhações quotidianas que implicava o trato diário com Assis Chateaubriand e suas práticas amorais, Vargas sabia poder contar com a lealdade pessoal daquele a quem havia apelidado de "Profeta". Para tal, uma vez eleito, garantiu que o Banco do Brasil fornecesse um crédito a Wainer para a constituição do jornal em condições privilegiadas.
Por meio do político João Alberto, Wainer fecharia uma parceria lucrativa com judeus norte- americanos, selada após conseguir certas garantias do Banco do Brasil. O contrato assegurava preços muito menores em relação aos de mercado, fundamental para a lenta e gradual consolidação da UH
O Última Hora, desde sua origem, colocou-se abertamente como órgão pró-Vargas e oficioso: na sua primeira edição, o jornal estampava uma carta de felicitações assinada pelo próprio Getúlio Vargas. Foi um jornal que introduziu uma série de técnicas bem sucedidas que o tornavam mais atrativo às classes populares: a seção de cartas dos leitores, o uso de uma editoria específica para tratar de problemas locais dos bairros do Rio de Janeiro. Era, ao mesmo tempo, um jornal conhecido pelo seu corpo de articulistas: Nelson Rodrigues e seus folhetins, a coluna de análise política de Paulo Francis e até mesmo uma coluna do futuro animador de televisão Chacrinha.
A oposição a Vargas, comandada por Carlos Lacerda, não podendo impugnar a legalidade do empréstimo favorecido que viabilizara o jornal (como lembraria o próprio Wainer em suas memórias, toda a imprensa brasileira beneficiava-se de tais créditos irregulares) procurou impugnar o próprio Wainer.
Samuel e Carlos foram grandes amigos na época em que Carlos militava pelo PCB, mas ambos romperam um com o outro quando Samuel fundou o Ultima Hora.
Coube a Carlos Lacerda e Assis Chateaubriand a tarefa de procurar negar a Wainer o direito de dirigir um jornal, alegando que o jornalista teria nascido na Bessarábia (a atual Moldávia, na época um território disputado entre a Roménia e a URSS), em 1910, e que haveria recebido uma certidão de nascimento falsa em território brasileiro, que o daria como nascido em 1912.  Sendo brasileiro naturalizado, e não nato, Wainer estaria, nos termos da lei, impedido de ser proprietário de um jornal (a Constituição de 1946 proibia que estrangeiros fossem donos de empresas jornalísticas). Assis chegou a enviar repórteres para a cidade de Edenitz, onde ele teria nascido, mas os jornalistas nem chegaram a encontrar a localidade.
A campanha contra Wainer levou a uma longa batalha judicial que prolongou-se para além do suicídio de Vargas, em 1954; no governo seguinte, de Café Filho, Samuel foi condenado a um ano de prisão por falsidade ideológica, mas foi liberado depois de um mês. O processo terminou com a absolvição de Wainer dessa acusação. Durante o período em que esteve preso, Samuel continuou dirigindo o Ultima Hora normalmente, ditando editoriais de sua cela, que fora decorada pela então esposa Danuza Leão.
Somente 25 anos após sua morte, na edição completa de seu livro autobiográfico Minha Razão de Viver, Wainer reconhece que nascera realmente fora do Brasil e em 1910, emigrando para o país somente aos seis anos.
Em outra tentativa de enfraquecer o jornal, Chateaubriand chegou a telefonar para anunciantes do Ultima Hora e ameaçar cortar seus reclames dos Diários Associados caso continuassem a publicar suas propagandas no jornal desafeto.
Samuel Wainer permaneceu uma figura jornalística importante no Brasil pré-1964, sempre ligado ao populismo e contando com a simpatia dos presidentes Juscelino Kubitschek e João Goulart. Foi também um mundano consumado, cuja reputação de dândi foi muito beneficiada pelo seu casamento com Danuza Leão, então uma jovem modelo, figura cara à alta burguesia do Rio de Janeiro e musa boêmia da época.
Em 23 de abril de 1964 é publicado discurso do deputado Rubens Requião, feito na
assembleia legislativa, no Diário do Paraná. O deputado ataca o Última Hora
nos seguintes termos: Ainda agora soubemos que importou o jornal papel de
imprensa no valor de Cr$ 3 bilhões, financiado pelo Banco do Brasil, no apagar
das luzes do governo deposto. Sendo que o ápice das acusações se deu em trecho anterior a esse de seu discurso: Uma coisa, todavia, sempre chamou
atenção de todos, de todos os democratas. Como se mantinha o <Última
Hora>? Quem financiava?... A Petrobras? Os Institutos? As Autarquias? Ou,
quem sabe, alguma potência estrangeira? Os enormes recurso de que dispunha esse
jornal subversivo sempre preocuparam os democratas.
Até o Golpe Militar de 1964, Samuel Wainer havia conseguido estruturar um verdadeiro império jornalístico, com várias edições regionais do seu jornal. Foi o único diário a defender o governo de João Goulart em 1° de abril de 1964, nas primeiras horas após o golpe militar que o depôs. Teve suas sedes do Rio de Janeiro e do Recife invadidas e depredadas. Um dia após a edição que repercutiu o AI-5, em dezembro de 1968, Samuel teve seu nome acrescentado à lista das pessoas mais procuradas pelo regime.
Samuel Wainer se exilou no Chile e lá recebeu proposta de compra do jornal de um grupo de empresários especializados em obras públicas. Depois, foi para Paris, de onde comandou reformas tocadas por Jânio de Freitas e Washington Novaes.
Entediado na França, Samuel tentou iniciar carreira cinematográfica produzindo o filme Os Pastores da Desordem, dirigido por Nico Papatakis. O filme chegou a ser exibido no Cinema Paissandu, mas foi um fracasso de bilheteria.
Precisando de dinheiro, inclusive para cobrir o prejuízo do filme, Samuel utilizou-se dos privilégios gozados por jornalistas no país europeu e comprou um veículo Alfa Romeo do ano totalmente isento de impostos. Levou o carro até a Grécia, onde o vendeu pelo preço de mercado, intentando lucrar com a comercialização. Contudo, o fisco da França considerou ilegal a transação, pois Samuel teria tentado lucrar em cima de dinheiro público.
Sem poder mais permanecer no país, Samuel retornou ao Brasil em 1967, supostamente com a ajuda de Magalhães Pinto. Negociou a venda de seu jornal em Paris, tendo vendido a edição de São Paulo em 1971 para a Empresa Folha da Manhã S/A que também era dona do jornal Folha de S.Paulo. Outra fonte diz que a venda foi concretizada durante o exílio.
Wainer ainda voltou ao Brasil com a esperança de recuperar a Ultima Hora do Rio de Janeiro, tentou conquistar a confiança dos militares sem sucesso, até que o comandante do I Exército pediu que publicasse na primeira página um poema de resposta a canção "Caminhando" de Geraldo Vandré. Ele publicou o poema, mas decidiu vender o resto de sua participação aos empreiteiros que haviam comprado o Correio da Manhã.
Em 25 de abril de 1971, a Ultima Hora rodou sua última edição. No mesmo ano, Samuel foi trabalhar por um breve período no Domingo Ilustrado, de seu antigo concorrente Adolpho Bloch, e depois foi para a edição de São Paulo da Ultima Hora, que havia sido vendida para a Folha da Manhã S/A. Seu último trabalho foi como editor-assistente da Carta Editorial e da Editora Três, que conciliou com um posto de colunista da Folha de S.Paulo, onde assinava como "SW".
Na época, pobre, morava num pequeno apartamento no centro de São Paulo, onde dormia num sofá-cama e mantinha sua máquina de escrever em cima de uma cadeira pela falta de uma mesa.

## Morte
Samuel morreu no dia 2 de setembro de 1980. Naquele dia, como sempre fazia, redigiu um artigo para a Folha de S.Paulo (intitulado "Uma vitória do progresso", sobre a luta do sindicalista Lech Wałęsa na Polônia), começando-o em casa e finalizando-o na sede do jornal.
Segundo seu então chefe na Editora Três, Domingo Alzugaray, Samuel sentiu-se mal ao voltar para casa e foi, sozinho, ao Hospital Israelita Albert Einstein. Apesar de seu estado, teve de preencher as fichas de sua própria internação e morreu no corredor do hospital. Seu corpo foi cremado no Cemitério da Vila Alpina.
Deixou um livro de memórias intitulado Minha Razão de Viver, editado postumamente por sua filha, a artista plástica Débora ("Pinky") Wainer. O epílogo do livro confirma que Samuel era bessarabiano.

## Vida pessoal
O primeiro casamento de Samuel foi com a intelectual de fotógrafa amadora Bluma Wainer (?-1951). O relacionamento terminou quando ela se envolveu com Rubem Braga, na época casado com Zora Seljan. O caso ficou em segredo por meio século, até ser tornado público numa biografia de Rubem publicada em 2007.
O segundo casamento foi com a modelo e jornalista Danuza Leão (1933-2022), que também o  traiu, desta vez com Antônio Maria, com quem foi viver. Antes, Samuel  teve três filhos com ela: a artista plástica Débora "Pinky" Wainer, o cineasta Bruno Wainer e o jornalista Samuel Wainer Filho. Este último morreu em um acidente de carro em 1984, aos 29 anos, quando voltava de uma cobertura de um acidente aéreo que matou vários jornalistas, no Norte do Estado do Rio de Janeiro.